# Assane Diagne (réalisateur)
 (août 2022).
La mise en forme du texte ne suit pas les recommandations de Wikipédia : il faut le « wikifier ».
Les points d'amélioration suivants sont les cas les plus fréquents :
- Les titres sont pré-formatés par le logiciel. Ils ne sont ni en capitales, ni en gras.
- Le texte ne doit pas être écrit en capitales (les noms de famille non plus), ni en gras, ni en italique, ni en « petit »…
- Le gras n'est utilisé que pour surligner le titre de l'article dans l'introduction, une seule fois.
- L'italique est rarement utilisé : mots en langue étrangère, titres d'œuvres, noms de bateaux, etc.
- Les citations ne sont pas en italique mais en corps de texte normal. Elles sont entourées par des guillemets français : « et ».
- Les listes à puces sont à éviter, des paragraphes rédigés étant largement préférés. Les tableaux sont à réserver à la présentation de données structurées (résultats, etc.).
- Les appels de note de bas de page (petits chiffres en exposant, introduits par l'outil «  Source ») sont à placer entre la fin de phrase et le point final[comme ça].
- Les liens internes (vers d'autres articles de Wikipédia) sont à choisir avec parcimonie. Créez des liens vers des articles approfondissant le sujet. Les termes génériques sans rapport avec le sujet sont à éviter, ainsi que les répétitions de liens vers un même terme.
- Les liens externes sont à placer uniquement dans une section « Liens externes », à la fin de l'article. Ces liens sont à choisir avec parcimonie suivant les règles définies. Si un lien sert de source à l'article, son insertion dans le texte est à faire par les notes de bas de page.
- La présentation des références doit suivre les conventions bibliographiques. Il est recommandé d'utiliser les modèles {{Ouvrage}}, {{Chapitre}}, {{Article}}, {{Lien web}} et/ou {{Bibliographie}}. Le mode d'édition visuel peut mettre en forme automatiquement les références.
- Insérer une infobox (cadre d'informations à droite) n'est pas obligatoire pour parachever la mise en page.

Pour une aide détaillée, merci de consulter Aide:Wikification.
Si vous pensez que ces points ont été résolus, vous pouvez retirer ce bandeau et améliorer la mise en forme d'un autre article.
Pour les articles homonymes, voir Assane Diagne et Diagne.
Assane Diagne né le 8 août 1954 à Dakar, est un réalisateur, scénariste et producteur sénégalais.

## Biographie
Né au Sénégal en 1954 et d'origine wolof, Assane nourrit des intérêts pour le cinéma lorsque, à 10 ans, son père lui offre un projecteur. Son père l'inscrit au centre culturel de Dakar où il  a l'habitude de regarder des films pour enfant. Assane effectue ses études à Dakar où, il obtient en 1974 son brevet élémentaire. En 1975, il effectue un stage et est recruté au Service Audiovisuel de l'école nationale supérieure universitaire de Technologie devenu école supérieure polytechnique de l'Université Cheikh Anta Diop de Dakar où il enseigne la photographie. En 1977, il obtient son aptitude au probatoire du D.E.C.S. Après l'obtention d'une bourse du gouvernement sénégalais, entre 1983 - 85, il étudie au Conservatoire Libre du Cinéma de Paris et obtient un diplôme de réalisation. En 1997, il effectue un stage de scénario du 09 au 30 juin à Ouagadougou.   
Il travaille comme assistant réalisateur sur mariage précoce en 1995, un film d'Amadou Thior. Assane et Amadou Thior s'associe en 1996 et créent la société de production Consultant et Réalisateurs Associés.  

## Filmographie
Réalisateur
- 1996 : Nef, fiction, 45 min
- 1997 : Kiné, fiction, 82 min
- 1997 : Coumba, fiction, 64 min
- 2004 : Mbarane, fiction, 52 min
- 2010 : 3 films de 8 min portant sur la santé de la reproduction des adolescents, fiction
- 2016 : Le Règne d'Assiétou, 25 min[3]

Assistant-réalisateur
- 1982 : Xarek Maral d'Amadou Thior, documentaire, 16 min
- 1988 : La Case du Blanc de P. Venault, fiction, 35 min
- 1989 : Exils de I. Liechtenstein, fiction, 16 min
- 1993 : Mariage précoce d'Amadou Thior,  fiction, 16 min

Coréalisateur
- 1980 : Les Parcelles assainies, documentaire, 25 min
- 1995 : Taïba dans son environnement, documentaire, 13 min
- 1998 : Halte à la pauvreté, documentaire, 13 min
- 1999 : Les Petits Apprentis, documentaire, 26 min
- 2003 : Les Charrettes Soboa, documentaire, 9 min

Comme directeur de production et producteur délégué
- 2000 : Almodou d'Amadou Thior, fiction, 85 min